# Reicheia deuvei
Reicheia (Antireicheia) deuvei – gatunek chrząszcza z rodziny biegaczowatych i podrodziny Scaritinae.
Gatunek ten został opisany w 2009 roku przez Wasilija Grebennikowa, Petra Bulirscha i Paolo Magriniego jako Antireicheia deuvei. Według A. Aniszczenki Antireicheia stanowi podrodzaj rodzaju Reicheia.
Chrząszcz o ciele długości od 2,1 do 2,35 mm, ubarwiony jasnordzawobrązowo z rozjaśnionymi czułkami i aparatem gębowym. Oczna część policzków niewystająca na boki. Boki przedplecza między ostrymi przednimi kątami a przednimi punktami szczeciowymi słabo zaokrąglone. Pokrywy prawie owalne i nieco rozszerzone; ich nasada w widoku bocznym słabo opadająca. Podwinięte boczne krawędzie pokryw z 2-3 ząbkami barkowymi. Edeagus o wierzchołku środkowego płata skrzywionym w lewo w widoku brzusznym.
Gatunek afrotropikalny, znany wyłącznie z Kamerunu.